# ستيفن ميلبورن أندرسون
ستيفن ميلبورن أندرسون (بالإنجليزية: Stephen Milburn Anderson)‏ هو كاتب سيناريو ومخرج أمريكي، ولد في 13 مارس 1947، وتوفي في 1 مايو 2015 في دنفر في الولايات المتحدة بسبب سرطان.

## وصلات خارجية
- الموقع الرسمي
- ستيفن ميلبورن أندرسون على موقع IMDb (الإنجليزية)
- ستيفن ميلبورن أندرسون على موقع ألو سيني (الفرنسية)
- ستيفن ميلبورن أندرسون على موقع أول موفي (الإنجليزية)
- ستيفن ميلبورن أندرسون على موقع قاعدة بيانات الأفلام السويدية (السويدية)
- ستيفن ميلبورن أندرسون على موقع قاعدة بيانات الفيلم (الإنجليزية)
- ستيفن ميلبورن أندرسون على موقع كينوبويسك (الروسية)